# A Ghetto Christmas Carol
A Ghetto Christmas Carol es el primer y único EP del rapero estadounidense XXXTENTACION. Fue lanzado el 11 de diciembre de 2017 por Bad Vibes Forever. La producción fue manejada principalmente por el productor discográfico estadounidense Ronny J y el propio XXXTENTACION, junto con Cubeatz y J Dilla.

## Lista de canciones
| N.º | Título                             | Producer(s)  | Duración |  |
| 1.  | «A Ghetto Christmas Carol»         | Ronny J      | 1:45     |  |
| 2.  | «Hate Will Never Win»              | J Dilla      | 1:44     |  |
| 3.  | «Up Like an Insomniac (Freestyle)» | XXXTentacion | 2:31     |  |
| 4.  | «Red Light!»                       | Ronny J      | 1:05     |  |
| 5.  | «Indecision»                       | XXXTentacion | 2:04     |  |

## Posicionamientos en lista
| Lista (2017)                           | Posiciones |
| -------------------------------------- | ---------- |
| New Zealand Heatseeker Albums (RMNZ)   | 2          |
| Estados Unidos (Independent Albums)    | 35         |
| US R&B/Hip-Hop Album Sales (Billboard) | 42         |